# 拝島ライナー
拝島ライナー（はいじまライナー）は、西武鉄道が西武新宿駅 - 拝島駅間で運行している座席指定制の有料列車である。列車種別名も兼ねている。

## 概要

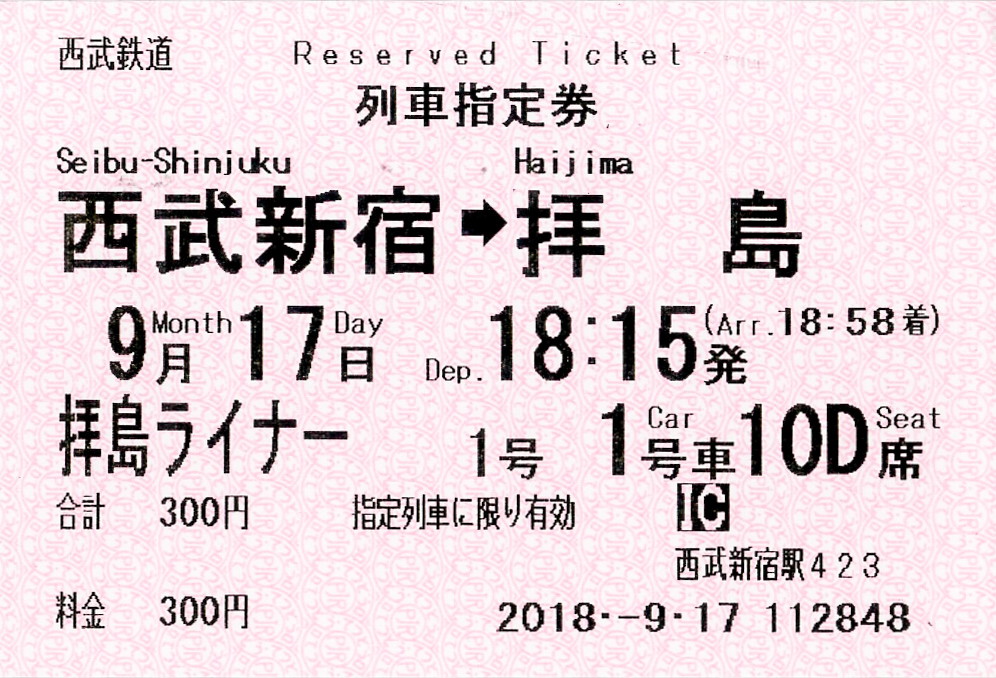
拝島ライナー 列車指定券

2017年11月20日に当列車の新設が発表され、2018年3月10日より夕方・夜間に西武新宿駅から拝島駅に向かう下り列車として運転開始した。2023年3月18日のダイヤ改正では朝の上り列車が新設された。

## 運行形態
下り列車は、全日の17時から22時台にかけて西武新宿発拝島行きが毎時1本、計6本運行されている。小平駅で所沢・本川越方面行きの一般列車に接続し、小平駅から先拝島線内は各駅に停車する。上り列車は、平日朝に拝島発西武新宿行きが3本運行されている。
座席指定券は大人400円・小児200円の均一料金で、券面の着駅まで有効となる。なお購入せずに乗車すると車内発券となり、車内料金200円が加算される。下り列車の小平駅から先の区間では乗車券のみで乗車でき、空席への着席も可能。
車両はデュアルシートを装備する40000系0番台をクロスシート状態で照明を電球色とし、弱冷房車設定を解除して使用する。また4ドア車のため各車両1か所ずつの扉を開ける限定開扉を行っており、1号車は西武新宿寄り、2 - 10号車は拝島寄りのそれぞれ1か所のみが開扉する。下りの小平から先の各駅と、上りの高田馬場駅・西武新宿駅では全ての扉を開く。

### 停車駅
停車駅自体は上下とも共通で、西武新宿・高田馬場と、拝島線内の各駅に停車する。なお西武新宿 - 高田馬場間のみの利用や、上り列車の拝島線内のみの利用は不可となっている。
| 路線名称 | 路線名称             | 路線名称 | 新宿線   | 新宿線   | 新宿線 | 拝島線 | 拝島線 | 拝島線 | 拝島線   | 拝島線   | 拝島線   | 拝島線   | 拝島線 |
| 方向     | 運行 ダイヤ          | 本数     | 西武新宿 | 高田馬場 | 小平   | 小平   | 萩山   | 小川   | 東大和市 | 玉川上水 | 武蔵砂川 | 西武立川 | 拝島   |
| 下り (→) | 平日・休日 2018-現在 | 5-6      | ●        | ▲        | ●      | ●      | ●      | ●      | ●        | ●        | ●        | ●        | ●      |
| 上り (←) | 平日 2023-現在       | 2-3      | ●        | ▼        | ▲      | ▲      | ▲      | ▲      | ▲        | ▲        | ▲        | ▲        | ▲      |

凡例
- ●：停車
- ●：停車（指定券不要）
- ▲：停車（乗車専用）
- ▼：停車（降車専用）

### 使用車両
- 西武40000系電車（0番台）

## 沿革

### 臨時特急時代
- 2011年（平成23年）：12月12日 - 18日に「レッドアロークラシック」運行記念として運転[8]。
- 2012年（平成24年）：8月24日 - 30日・12月10日 - 16日に「西武鉄道創立100周年記念」として運転[9][10]。
- 2013年（平成25年）：12月12日・13日・19日・20日に年末夜間の混雑にあわせ運転[11]。
- 2014年（平成26年）：9月16日 - 26日の平日に運転[12]、12月11日 - 26日の木・金曜に忘年会シーズンに合わせ運転[13]。

### 拝島ライナー
- 2018年（平成30年）3月10日：ダイヤ改正にあわせ下り列車の運行開始。当初の運行本数は18時台から22時台までに毎時1本の計5本。全列車とも小平で本川越方面行き列車との接続が確保されている[1]。
- 2019年（平成31年）3月16日：ダイヤ改正。17時台に1本増発し、計6本体制となった[7]。
- 2020年（令和2年）4月29日：新型コロナウイルス感染症（COVID-19）流行拡大の影響を受け、この日から5月31日まで土休日の運転を休止[14][15]。
- 2023年（令和5年）3月18日：ダイヤ改正により、平日朝に上り列車を2本新設（運行開始は3月20日）[5]。
- 2024年（令和6年）3月16日：ダイヤ改正。上り列車の時刻変更と増発を実施、3本体制となった（運行開始は3月18日）。